# Tarquinio el Soberbio
Lucio Tarquinio el Soberbio  fue el séptimo y último rey de la Monarquía romana, reinando según la tradición, desde el año 534 a. C. al 509 a. C. Fue hijo, o posiblemente nieto, de Lucio Tarquinio Prisco y yerno del rey anterior, Servio Tulio, a quien asesinó. Ejerció un gobierno despótico.

## Origen
Tarquinio fue el último rey de Roma y también el último de sus tres reyes «etruscos». Y de la misma forma que la cronología global de la monarquía romana, la cronología tradicional de los Tarquinios presenta inconsistencias que ya eran conocidas por los historiadores de la antigüedad. Así, Tarquinio el Soberbio sería hijo de Tarquinio Prisco (que reinó entre c. 616 a. C. y c. 578 a. C.) y habría heredado el trono de su sucesor Servio Tulio en 534 a. C. Si su padre murió en el año 578 a. C., Tarquinio tendría como mínimo ochenta años durante la batalla del Lago Regilo. Además su madre, Tanaquil, que había acompañado a Tarquinio Prisco en su coronación del año 616 a. C. siendo ya una mujer adulta, lo habría concebido más de treinta años después.
Dionisio de Halicarnaso (Ant. Rom., 4.7.4) cita a historiadores que, para evitar estas dificultades, proponían que Tarquinio el Soberbio y su hermano Arrunte serían en realidad hijos de una segunda esposa de Tarquinio Prisco; aunque él prefería dar crédito al analista Lucio Calpurnio Pisón Frugi que hacía al Soberbio nieto y no hijo de Tarquinio el Antiguo. En cualquier caso, tales soluciones son incompatibles con las tradiciones más antiguas y, sobre todo, con la versión mantenida por Fabio Píctor.

## Ascenso al trono
Tarquinio se hizo con el trono de Roma derrocando a su suegro y predecesor Servio Tulio. Según la versión de Tito Livio, Tarquinio se presentó en el Foro acompañado de hombres armados y muchos de ellos convocaron a los senadores para denunciar a Servio como un rey ilegítimo:

Entonces comenzó a injuriarlo... diciendo que... después de la afrentosa muerte de su padre, sin establecer el interregno acostumbrado, sin reunir los comicios, sin el sufragio del pueblo, sin la ratificación del Senado, había ocupado el trono como regalo de una mujer.
Liv., Hist. Rom, 1.47.10

Cuando Servio Tulio acudió a defenderse de las acusaciones, en la confusión resultante entre los respectivos partidarios, fue el propio Tarquinio el que arrojó al rey escaleras abajo hacia el foro dejándolo medio muerto. Según continúa la versión de Livio, Servio Tulio fue ejecutado por sus perseguidores y después su propia hija Tulia, esposa de Tarquinio, arrolló el cadáver con el carro que conducía (Liv., Hist. Rom, 1.48).

## Reinado

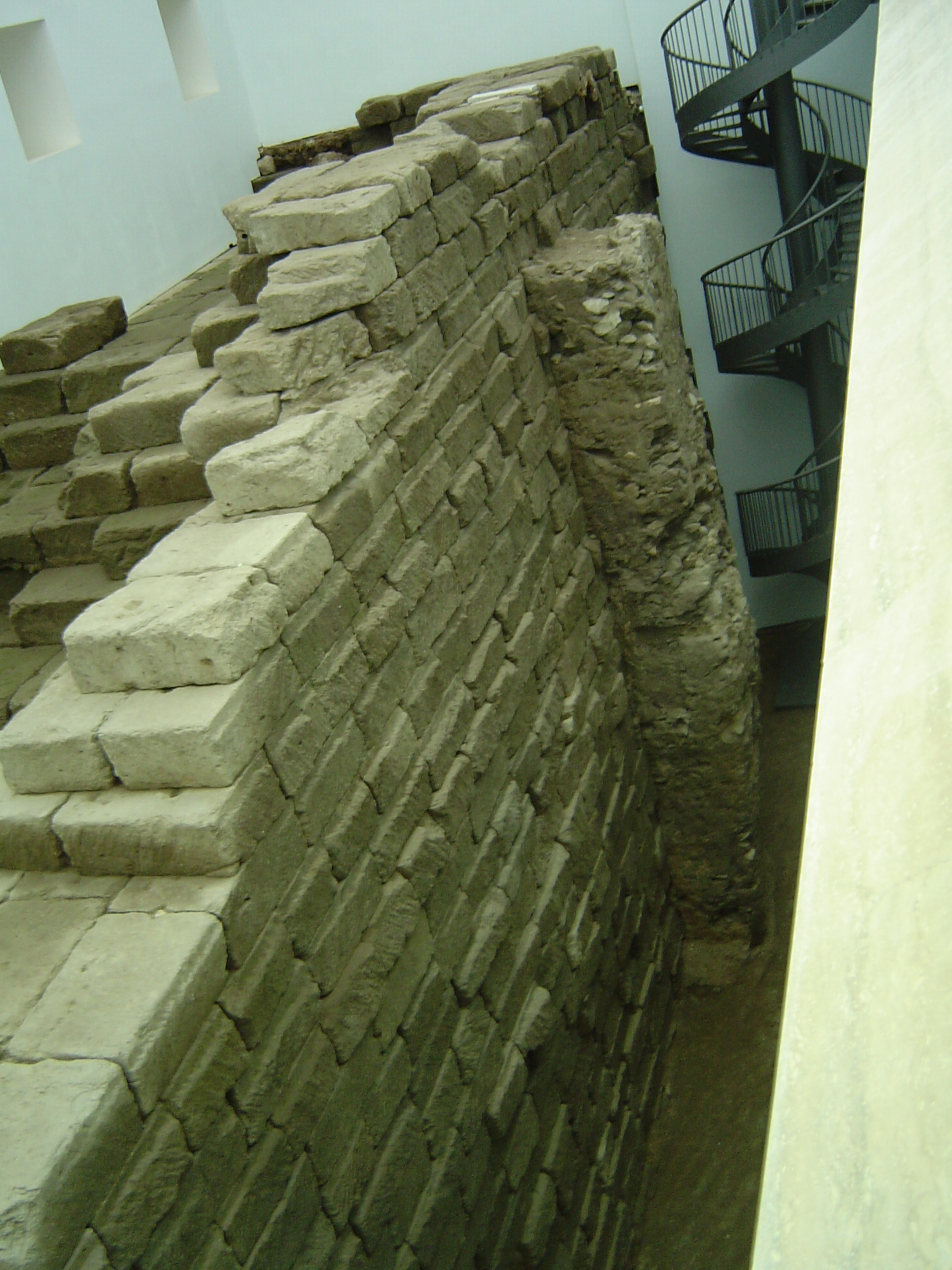
Cimientos del templo de Júpiter Capitolino.
Museos Capitolinos (Roma)

Las fuentes antiguas presentan el reinado de Tarquinio el Soberbio como un periodo de expansión en el que Roma consolidó su hegemonía sobre el Lacio. Se le atribuye la conquista de Pomecia y de Tusculum (donde casó a su hija con el dirigente local Octavio Mamilio), así como la toma del control de Gabios, ciudad con la que se firmó un tratado que, conservado en el templo de Semón Sanco, aún se podía consultar en tiempos de Augusto (Dion. Hal. Ant. Rom., 4.58.4). Además estableció colonias en Signia y Circeo. Esta política debió de continuar durante todo su reinado, ya que en el momento de su derrocamiento estaba sitiando Ardea, e incluso existen noticias de que encabezó una alianza militar de ciudades latinas (Liv., Hist. Rom, 1.52).
Se hizo con la hegemonía de la asamblea latina, a pesar de la oposición de Turno Herdonio, a quien acusó falsamente de buscar su muerte y que fue ejecutado por los propios representantes latinos.
La importancia de Roma como potencia regional en la época de los últimos reyes se ve también refrendada por otras informaciones independientes. Así, las excavaciones de Sátrico (que muy posiblemente se pueda identificar con Pomecia) confirman la riqueza de esta ciudad y respaldan la tradición de que su conquista sirvió para financiar la construcción del templo de Júpiter Capitolino (Tácito, Hist., 3.72). Otro testimonio arqueológico relevante es la probable procedencia romana de terracotas arquitectónicas encontradas en Circeyos, colonia a cuyo topónimo se debe casi con seguridad una alusión al poder de los latinos en el apéndice de la Teogonía de Hesíodo (Teogonía, 969-1018).
Sin embargo, la descripción más importante de los límites del poder romano a finales del siglo VI a. C. se encuentra en el tratado entre Roma y Cartago firmado según Polibio (Hist, 3.22) en el primer año de la república. Cartago era la potencia dominante del Mediterráneo occidental, pero reconoce a Roma un área de influencia que llega hasta Terracina, ciudad situada en el litoral a unos cien kilómetros al sur de Roma.
Es significativo que la misma tradición que retrata a Tarquinio como el prototipo del déspota se vea obligada a reflejar también el éxito de la expansión romana, al igual que sucede con el resto de las realizaciones que le atribuyen. La autoría concreta de muchas de ellas se asigna a veces a varios reyes diferentes, pero en el caso de los Tarquinios son particularmente notorios este tipo de dobletes. Un ejemplo es el caso de la construcción de las cloacas, que Plinio (Nh., 36.107) atribuye a Tarquinio Prisco y Casio Hemina al Soberbio. Ambos relatan la misma leyenda en las que las penalidades de los trabajos llevaron a muchos obreros humildes incluso al suicidio. Otras veces, para solucionar el problema de las repeticiones, se recurría a asignar al primero de los reyes el inicio de las obras y al siguiente su finalización, como ocurre con el, sin duda, templo más importante de la Antigua Roma: el de Júpiter en el Capitolio.

### Templo de Júpiter Capitolino
Las pruebas arqueológicas avalan, situando su construcción a finales del siglo VI a. C., la asentada tradición de que el templo romano de Júpiter fue consagrado en los primeros días de la república por uno de sus cónsules, Marco Horacio Pulvilo, cuyo nombre quizá estuviera inscrito en la parte superior del pórtico (Dion. Hal., Ant. Rom., 5.35.3). Esto, aceptando la historicidad básica del periodo monárquico, confirmaría la atribución de la construcción a Tarquinio el Soberbio, aunque muchas fuentes sitúan el inicio de los trabajos en tiempos de Tarquinio Prisco. Así, Valerio Anciate dice que las obras se financiaron con los fondos obtenidos tras la conquista de Apiolas por este último rey; pero Apiolas es simplemente la versión griega del nombre de Pomecia, tomada por el Soberbio. Igualmente, Varrón y Plutarco (Publícola, 13) afirman que tanto la estatua de Júpiter como la de la cuadriga situada en lo alto del templo eran obra de artesanos de Veyes; pero el primero dice que el encargo correspondió a Tarquino Prisco, algo bastante inverosímil teniendo en cuenta las décadas que separan sus reinados, incluso aunque las obras se hubieran interrumpido en tiempos de Servio Tulio, lo que niega explícitamente Tácito.

## Los libros sibilinos
Según una de las leyendas más famosas de la historia de Roma, Tarquinio compró tres libros proféticos a la sibila de Cumas y los depositó en el templo de Júpiter. La historia narra que la sibila se presentó ante Tarquinio como una mujer muy anciana y le ofreció nueve libros proféticos a un precio extremadamente alto. Tarquinio se negó, pensando en conseguirlos más baratos, y entonces la sibila destruyó tres de los libros. A continuación le ofreció los seis restantes al mismo precio que al principio; Tarquinio se negó de nuevo y ella destruyó otros tres. Ante el temor de que desaparecieran todos, el rey aceptó comprar los tres últimos pero pagó por ellos el precio que la sibila había pedido por los nueve. Estos tres libros fueron guardados en el Templo de Júpiter Capitolino y eran consultados en situaciones muy especiales. En el año 83 a. C. el fuego destruyó los Libros Sibilinos originales y hubo que formar una nueva colección que no ha llegado hasta nuestros días porque en el año 405 fueron destruidos definitivamente por orden de Estilicón.

## Derrocamiento y muerte

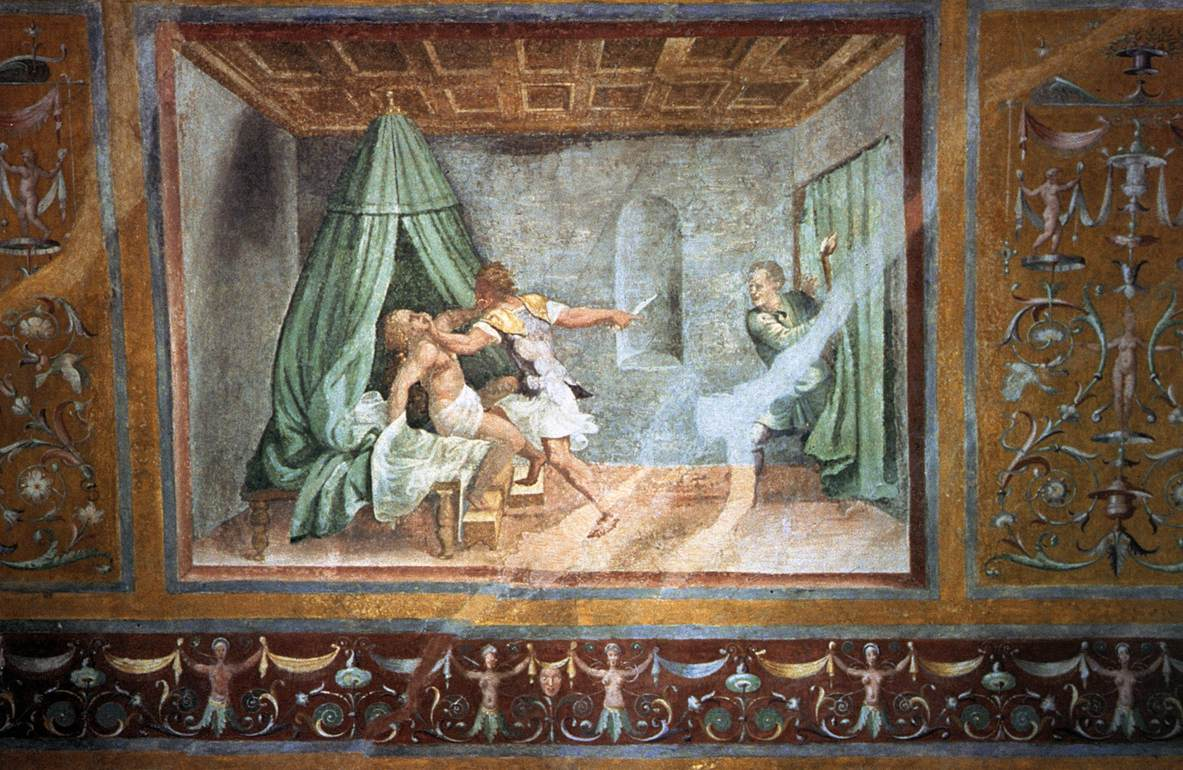
Sexto Tarquinio intenta violar a Lucrecia.
Obra de Giulio Romano. Palacio Ducal de Mantua.

Según la tradición, Tarquinio el Soberbio fue destronado en el año 509 a. C. mediante un golpe palaciego que se desencadenó cuando el hijo de Tarquinio, Sexto Tarquinio, violó a Lucrecia, una joven patricia que a raíz de ello se suicidó. Entre los líderes de la revuelta estaban el sobrino del rey, Lucio Junio Bruto, el esposo de Lucrecia, Lucio Tarquinio Colatino, y el padre de la joven, Espurio Lucrecio, junto con su poderoso amigo Publio Valerio Publícola.
Tarquinio, que se encontraba combatiendo en Ardea, regresó rápidamente a Roma, pero en su ausencia perdió el apoyo del ejército y tuvo que exiliarse a Etruria. Allí convenció a las ciudades de Caere, Veyes y Tarquinia de que atacaran Roma, pero resultaron derrotadas en la batalla de la Selva Arsia, donde pereció Bruto. Tarquinio recurrió entonces al rey de Clusio, Lars Porsena, que atacó Roma en 508 a. C. aunque finalmente se vio obligado a retirarse. Por último se dirigió a Tusculum, gobernada por su yerno Octavio Mamilio, que movilizó a la Liga latina en contra de Roma, rebelión que acabó siendo sofocada después de la batalla del Lago Regilo (499 a. C. o 496 a. C.). Derrotado, Tarquinio consiguió el asilo del tirano Aristodemo de Cumas donde murió en 495 a. C.
Derrocado el rey, Bruto y Tarquinio Colatino fueron los primeros en ser nombrados cónsules (en los comienzos de la República se les llamaba pretores) y se decidió castigar con la muerte a cualquiera que quisiera reinstaurar la monarquía. Además se castigó con el destierro a toda la familia de los Tarquinios, lo que le costó el puesto al mismo Colatino, que fue sustituido por Publio Valerio Publícola.